# Южный мост (компьютер)

Схематическое расположение южного моста на системной плате

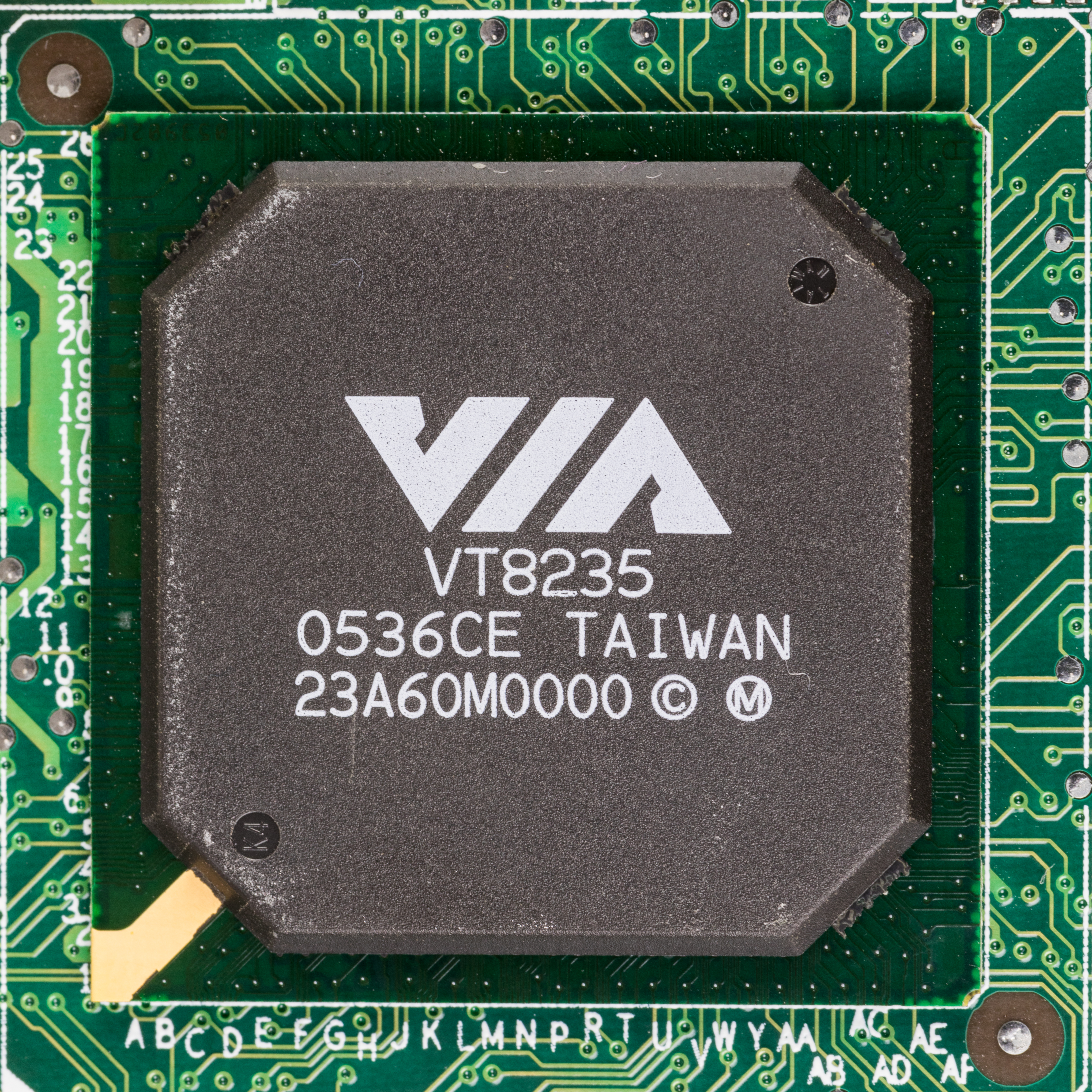
Южный мост VIA 8235

Южный мост (англ. Southbridge) — функциональный контроллер, также известен как контроллер-концентратор ввода-вывода (от англ. I/O Controller Hub, ICH).
Обычно это одна микросхема, которая связывает «медленные» (по сравнению со связкой «Центральный процессор-ОЗУ») взаимодействия (например, Low Pin Count, Super I/O или разъёмы шин для подключения периферийных устройств) на материнской плате с ЦПУ через северный мост, который обычно подключён напрямую к центральному процессору компьютера.

## Компоненты южного моста
Функционально южный мост включает в себя:
- контроллеры шин PCI, SMBus, I2C, LPC, Super I/O
- DMA-контроллер;
- контроллер прерываний;
- PATA (IDE) и SATA контроллеры;
- часы реального времени (Real Time Clock);
- управление питанием (Power management, APM и ACPI);
- энергонезависимую память BIOS (CMOS);
- звуковой контроллер (обычно AC'97 или Intel HDA).

Опционально южный мост также может включать в себя контроллер Ethernet, RAID-контроллеры, контроллеры USB, контроллеры FireWire и аудиокодек.
Реже южный мост включает в себя поддержку клавиатуры, мыши и последовательных портов, но обычно эти устройства подключаются с помощью другого устройства — Super I/O (контроллера ввода-вывода).
Поддержка шины PCI включает в себя традиционную спецификацию PCI, но может также обеспечивать поддержку шины PCI-X и PCI Express. Хотя поддержка шины ISA используется достаточно редко, она осталась, что интересно, неотъемлемой частью современного южного моста. Шина SM используется для связи с другими устройствами на материнской плате (например, для управления вентиляторами). Контроллер DMA позволяет устройствам на шине ISA или LPC получать прямой доступ к оперативной памяти, обходясь без помощи центрального процессора.
Контроллер прерываний обеспечивает механизм информирования ПО, исполняющегося на ЦПУ, о событиях в периферийных устройствах.
IDE-интерфейс позволяет «увидеть» системе жёсткие диски. Шина LPC обеспечивает передачу данных и управление Super I/O (это такие устройства, как клавиатура, мышь, параллельный, последовательный порт, инфракрасный порт и НГМД-контроллер) и BIOS ROM (флэш).
APM или ACPI-функции позволяют перевести компьютер в «спящий режим» или выключить его.
Системная память CMOS, поддерживаемая питанием от батареи, позволяет создать ограниченную по объёму область памяти для хранения системных настроек (настроек BIOS).